# Jupiter ultra-chaud
Un Jupiter ultra-chaud est, selon la définition donnée par Taylor J. Bell et Nicolas B. Cowan dans leur article de 2018, une « exoplanète géante gazeuse où la température est de 2 200 kelvins quelque part sur la planète ». Ce critère correspond aux planètes où la fraction de dihydrogène (H2) thermolysé est suffisante pour que les processus de recombinaison et de dissociation du dihydrogène soient les facteurs dominants influant sur leurs capacités thermiques. Du côté jour, l'atmosphère de ces planètes ressemble ainsi à l'atmosphère des étoiles. Selon Bell et Cowan, la dissociation et la recombinaison du dihydrogène peut augmenter sensiblement le transport de chaleur entre les côtés jour et nuit de la planète. Pour ces planètes, une dissociation importante du dihydrogène doit survenir du côté jour, fortement irradié, transportant une partie de l'énergie déposée côté jour vers le côté nuit, là où les atomes d'hydrogène se recombinent en dihydrogène. Ce mécanisme est ainsi similaire à celui de la chaleur latente.

## Atmosphère et couverture nuageuse
Des simulations numériques ont montré que, contrairement aux Jupiters chauds « classiques », les Jupiters ultra-chauds seraient dépourvus de couverture nuageuse. Par ailleurs, la température extrêmement élevée sur les Jupiters ultra-chauds expliquerait l'absence de vapeur d'eau sur ces planètes, les molécules d'eau étant dissociées. De façon plus générale, la plupart des molécules seraient dissociées sur ces planètes. Des métaux tels que le fer, habituellement présents sous forme d'oxydes ou solide, seraient sous forme gazeuse atomique voire ionisée sur ces planètes. Cette prédiction a été confirmée par la détection de fer et de titane atomique dans l'atmosphère de la planète KELT-9 b.

## Exemples
- HAT-P-7 b[2]
- KELT-9 b[2]
- KELT-20 b/MASCARA-2 b[2]
- MASCARA-1 b[2]
- MASCARA-4 b/bRing-1 b[2]
- WASP-12 b[2]
- WASP-18 b[2]
- WASP-33 b[2]
- WASP-76 b[2]
- WASP-103 b[2]
- WASP-121 b[3],[2]
- WASP-189 b[2]